# Systoechus goliath
Systoechus goliath är en tvåvingeart som beskrevs av Mario Bezzi 1922. Systoechus goliath ingår i släktet Systoechus och familjen svävflugor. Inga underarter finns listade i Catalogue of Life.